# Округ Марион (Алабама)
Округ Марион (енгл. Marion County) је округ у америчкој савезној држави Алабама. По попису из 2010. године број становника је 30.776. Седиште округа је град Хамилтон.

## Демографија
Према попису становништва из 2010. у округу је живело 30.776 становника, што је 438 (1,4%) становника мање него 2000. године.
| Група             | 2000.          | 2010.          |
| Белци             | 29.387 (94,1%) | 28.509 (92,6%) |
| Афроамериканци    | 1.134 (3,6%)   | 1.184 (3,8%)   |
| Азијати           | 62 (0,2%)      | 54 (0,2%)      |
| Хиспаноамериканци | 360 (1,2%)     | 632 (2,1%)     |
| Укупно            | 31.214         | 30.776         |